# Чаунино
Чау́нино — деревня в Большеуковском районе Омской области России, входит в Чебаклинское сельское поселение.

## География
Деревня находится в северо-восточной части Большеуковского района в 45 километрах от районного центра Большие Уки. Расположена деревня на берегу реки Большой Аёв.

## История
Селение заведено в I половине XVIII века после строительства Московско-Сибирского тракта, выходцами из Аёвской слободы и служивых людей города Тары. Входила в слободу Аёвскую Тарского воеводства.
В первой половине XVIII века во время борьбы власти с раскольниками, многих жителей деревни казнили — садили на кол. Именно здесь, в Аёвской волости было самое большое число раскольников в Тарском воеводстве. После этих событий у деревни появилось второе название «Колаевка», от слова «кол». За это же, получили название в это время и жители города Тары — «коловичи».
В 1741 году деревня лежала на почтовом тракте Тобольск-Тара.
В 1744—1745 годах велось строительство почтовой дороги Тобольск-Тара с учреждением на пути 20 почтовых станций по 6 лошадей на каждой. Так была учреждена Чаунинская почтовая станция.
В 1782 году деревня вошла в Аёвскую волость Тарского уезда Тобольской губернии. Позже входила в Чаунинское сельское общество.
В 1791 году через деревню проезжал Радищев, следовавший в ссылку.
24 марта 1797 года здесь, через деревню ехал Радищев, возвращаясь из ссылки, написал о деревне следующее: «По Аёву селений довольно. И Челунина, от Чередова в 25 верстах, также на Аёве. Тут за обедом крестьянин рассказывал, как ловили они разбойников, у которых атаман, ушедший из острога Иркутского, и подговорил партию в заводе винном близ Тары. (NB. Перевозчик вина имеет позволение выкуривать на заводе 4 на сто для усышки из своего хлеба). Нынешний исправник был на оном смотрителем. NB. Крестьяне за него внесли хлеба недостающего 20 тысяч; отчего недоставало, знает Варлашов. От Челуниной до Фирстовой на Аёве 21 верста, до Рыбинской на Аёве 21, Становка, посельщики, на Аёве 20».
В 1804 году через деревню проходила дорога № 27 из Москвы
На 1809 год деревня находилась на главной почтовой дороге Тобольск-Тара на расстоянии около 30 вёрст.
В 1849 году в деревне размещалась Чаунинская этапная инвалидная команда 2 пехотной дивизии отдельного Сибирского корпуса. Имелся этап № 14 в расстоянии 23 версты до следующего этапа. Ссыльных препровождали по вторникам.
На 1857 год из Чауниной лежащей на почтовом тракте, пролегала зимняя просёлочная дорога через болота на Иртыш в село Тевризское на пространстве около 60 вёрст.
На 1868 год имелась почтовая станция, этап. Располагалась при речке Аёв.
В 1878 году в деревне был упразднён этап под помещение почтовой станции.
На 1893 год имелась 6931 десятина удобной земли в пользовании селения (63,6 десятин на 1 двор), 109 крестьянских двора и 614 человек.
На 1895 год в деревне до 20 семей занимались смолокурением.
На 1897 год по переписи населения Российской Империи проживало 576 человек. Из них 575 человек были православными.
В 1898 году открыта церковно-приходская школа.
На 1903 год имелась школа грамоты, хлебо-запасный магазин, 2 торговые лавки, 2 кузницы, водяная мельница, казённая винная лавка, почтовая станция, земская станция. Располагалась при речке Аёв на почтовом и земском трактах.
На 1907 год значительная часть населения занималась добычей мочала, лыка, тканьем холста, полотенец, вязанием.
На 1909 год имелась часовня, школа официальная, хлебо-запасный магазин, винная лавка, 2 торговые лавки, водяная мельница, 2 кузницы, пожарный сарай, почтовая станция, земская станция.
На 1912 год имелась часовня, церковно-приходская школа, 2 мелочные лавки.
В 1915 году построена церковь.
На 1926 год имелся сельский совет, школа, маслозавод.
На 1991 год деревня являлась бригадой колхоза имени Тельмана.
Сегодня деревня является одной из вымирающих в районе.
История церкви и часовни
Часовня в честь Святого и Чудотворца Николая.
В 1913 году прихожане обратились с ходатайством в Омскую епархию с предложением о создании нового прихода на базе деревни Чауниной, посёлка Большеречья, посёлка Ново-Михайловки с центром в Чебаклах. Однако начавшаяся в 1914 году первая мировая война нарушила эти планы. Но храм в этих краях всё-таки появился за счёт перестройки в 1915 году Чаунинской Свято-Никольской часовни, ставший позднее центром прихода. В советский период часовня была разрушена. На месте разрушенной часовни был установлен поклонный кресты с иконой Святого Николая Угодника.

## Инфраструктура
На 2011 год имелась школа, 2 крестьянских (фермерских) хозяйства («Май», «Луговое»).
Улицы в деревне: Набережная, Советская, Школьная. Переулок Декабристов.

## Население
- 1795 — 88 человек (43 м — 45 ж);
- 1868—219 человек (103 м — 116 ж);
- 1893—614 человек (326 м — 288 ж);
- 1897—576 человек (277 м — 299 ж);
- 1903—840 человек (410 м — 430 ж);
- 1909—664 человека (326 м — 338 ж);
- 1912—625 православных;
- 1926—755 человек (360 м — 395 ж).

| 1926 | 2002 | 2010 | 2021 |
| ---- | ---- | ---- | ---- |
| 755  | ↘161 | ↘119 | ↘76  |